# 이란의 대량 살상무기
이란은 현재 대량 살상 무기(WMD)를 보유한 것으로 알려지지 않았으며 생물학적 무기 협약,  화학 무기 협약,  및 비확산 조약 (NPT)을 포함하여 WMD의 소유를 거부하는 조약에 서명했다.  그러나, 이란은 1980년대 이란-이라크 전쟁에서 10 만 명이 넘는 이란 군대와 민간인이 화학 무기의 희생자 인 WMD 효과에 대한 직접적인 지식을 가지고있다.

## 이란의 핵 무기
2005년 9월, IAEA 이사회는 기권없이 12 건의 합의가 이루어지지 않은 비핵화 합의 결정에서 이란의 농축 프로그램과 관련하여 이전의 이란 핵무기 은폐 정책을 회상했다 또 다른 IAEA 보고서는 "이전에 이란이 선언되지 않은 핵 물질과 활동이 핵무기 프로그램과 관련이 있다는 증거는 없다"고 밝혔다.

## 국제 원자력 기구 IAEA
엘바라데이(ElBaradei) 전 IAEA 사무 총장은 2009년에 이란이 핵무기를 개발하고 있다는 "신뢰할만한 증거는 없다"고 말했다. 뉴욕 타임스는 2009년 1월 IAEA가 미국의 이란의 핵개발 혐의 프로젝트 110 및 111 프로젝트를 조사하고 있다고 보도했다. 이란의 핵개발 111 프로젝트는 이란이 핵탄두를 설계하고 이란의 핵 미사일을  작동시키기 위한 이란의 노력하는 프로젝트의 이름이 될 수있다. 엘바라데이 (ElBaradei)는 "우리는 진정성 문제에 도움이되는 정보 공급 업체를 찾고있다. 이것이 중요한 문제이기 때문이다. 핵 물질과 관련된 문제가 아니라, 이란측의 주장의 문제"라고 말했다.

## 같이 보기
- 이란의 핵시설 -eu:Nuclear facilities in Iran
- 키암 1호 이란의 단거리 미사일
- 이란의 핵 문제
- 이란 핵협정 프레임 워크  -포괄적 공동행동계획 수립을 위한 예비 협정.
- 이란의 핵프로그램에 대한 시각 - 이란의 핵 개발의 정당성에 대한 이란과 국제적인 시각
- 이란 핵협정의 협상 과정- 1년 6개월에 걸친 이란 핵협정 과정
- 북미 정상회담 - 한반도 비핵화 협정을 위한 북미 정상간 회담
- 조선민주주의인민공화국의 대량살상무기